# Charles Shyer

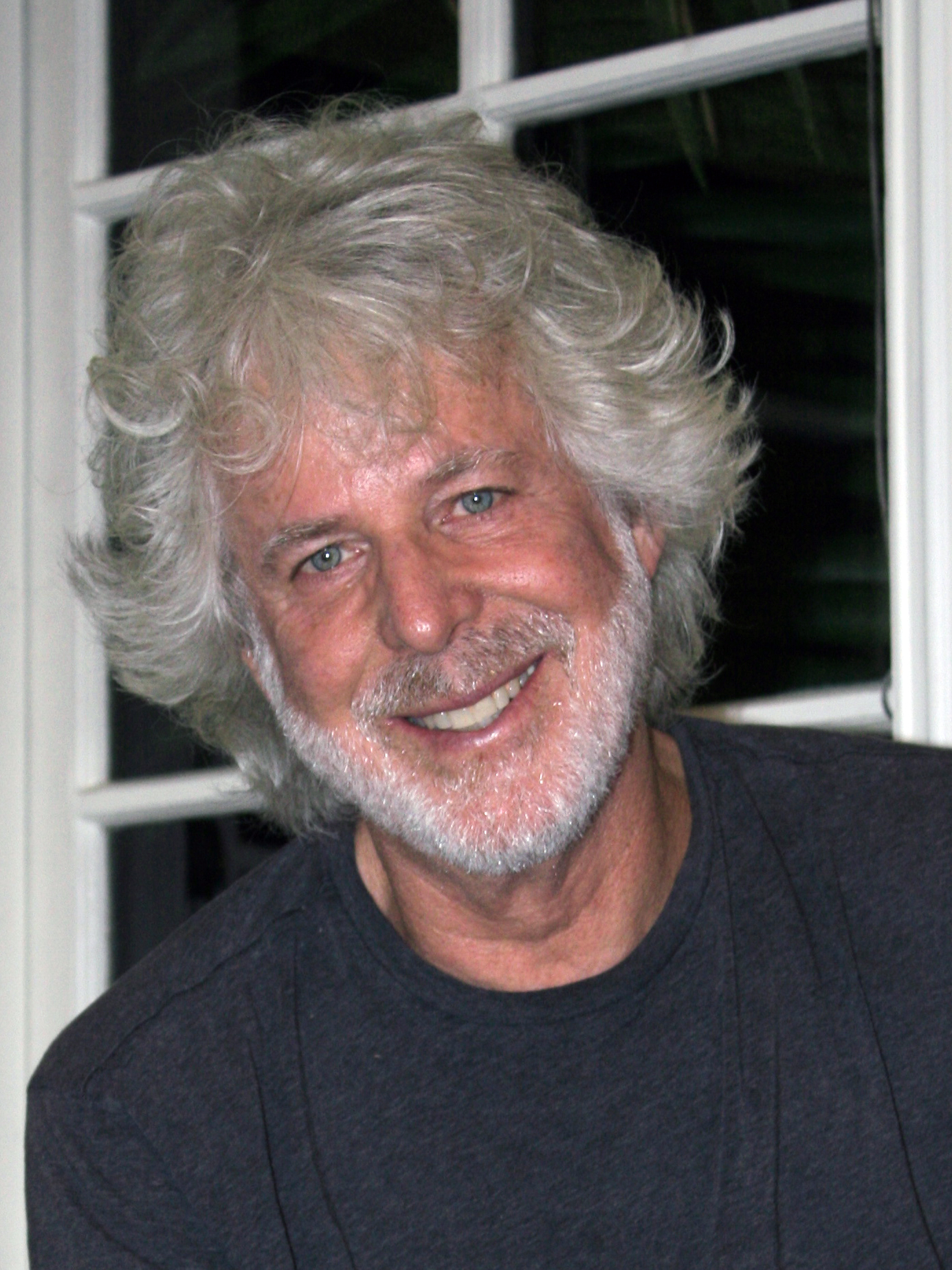
Shyer in 2011

Charles R. Shyer (Los Angeles, 11 oktober 1941 – aldaar, 27 december 2024) was een Amerikaanse filmregisseur, producent en scriptschrijver. 
Shyer begon zijn carrière als schrijver voor televisieseries als The Odd Couple en Happy Days en films als Smokey and the Bandit en Private Benjamin. Als regisseur was hij betrokken bij Father of the Bride en het vervolg Father of the Bride part II.
Shyer was van 1980 tot 1999 getrouwd met regisseur Nancy Meyers, met wie hij twee dochters heeft.
Shyer overleed op 27 december 2024 op 83-jarige leeftijd.
- Bibsys: 98039709
- Biblioteca Nacional de España: XX1151931
- Bibliothèque nationale de France: cb13953376z (data)
- CiNii: DA1361987X
- Gemeinsame Normdatei: 12871235X
- International Standard Name Identifier: 0000 0000 8094 4466
- Library of Congress Control Number: n93030500
- MusicBrainz: d12fd3de-1bd4-4129-a39e-b6850af1330d
- Nationale Bibliotheek van Tsjechië: xx0148087
- Nationale bibliotheek van Australië: 35175305
- Nationale Bibliotheek van Israël: 987007424907405171
- Nederlandse Thesaurus van Auteursnamen: 072183020
- Réseau des bibliothèques de Suisse occidentale: 02-A008647803
- SNAC: w6ks7mws
- Système universitaire de documentation: 057194882
- Virtual International Authority File: 14964327
- WorldCat: E39PBJx8FKGBQWYp399KGTqqQq